# Медвежья пещера (Россия)
Медвежья пещера — природный и археологический памятник. Расположена в Троицко-Печорском районе Республики Коми.
Пещера расположена в 200 м от устья лога Иорданского, в одной из скал его правого борта, в 500 м к северу от современного берега реки Печора, на территории Печоро-Илычского государственного заповедника. Вход в пещеру находится на высоте 40 м над уровнем Печоры (22—24 м над дном лога). Имеет вид большой арки. Ширина входного участка пещеры — 12 м, высота — 3 м.
Памятник был открыт в 1960 году Б. И. Гуслицером и В. И. Канивцом. Верхнепалеолитическая стоянка была обнаружена на глубине 2—2,5 м. Время существования стоянки — ок. 30 тысяч лет назад. Во время раскопок было найдено около 1500 каменных и костяных артефактов. Кремнёвый инвентарь Медвежьей пещеры сходен с материалами уральских верхнепалеолитических стоянок имени Талицкого и грота Столбового.
В пещере обнаружены многочисленные кости ископаемых плейстоценовых животных: бурого медведя, северного оленя, мамонта, шерстистого носорога, тигрольва, овцебыка, зубра, лося, лошади, песца, волка, зайца, копытного лемминга, найдено большое количество сброшенных рогов северного оленя.